# Gergely Kiss (Wasserballspieler)

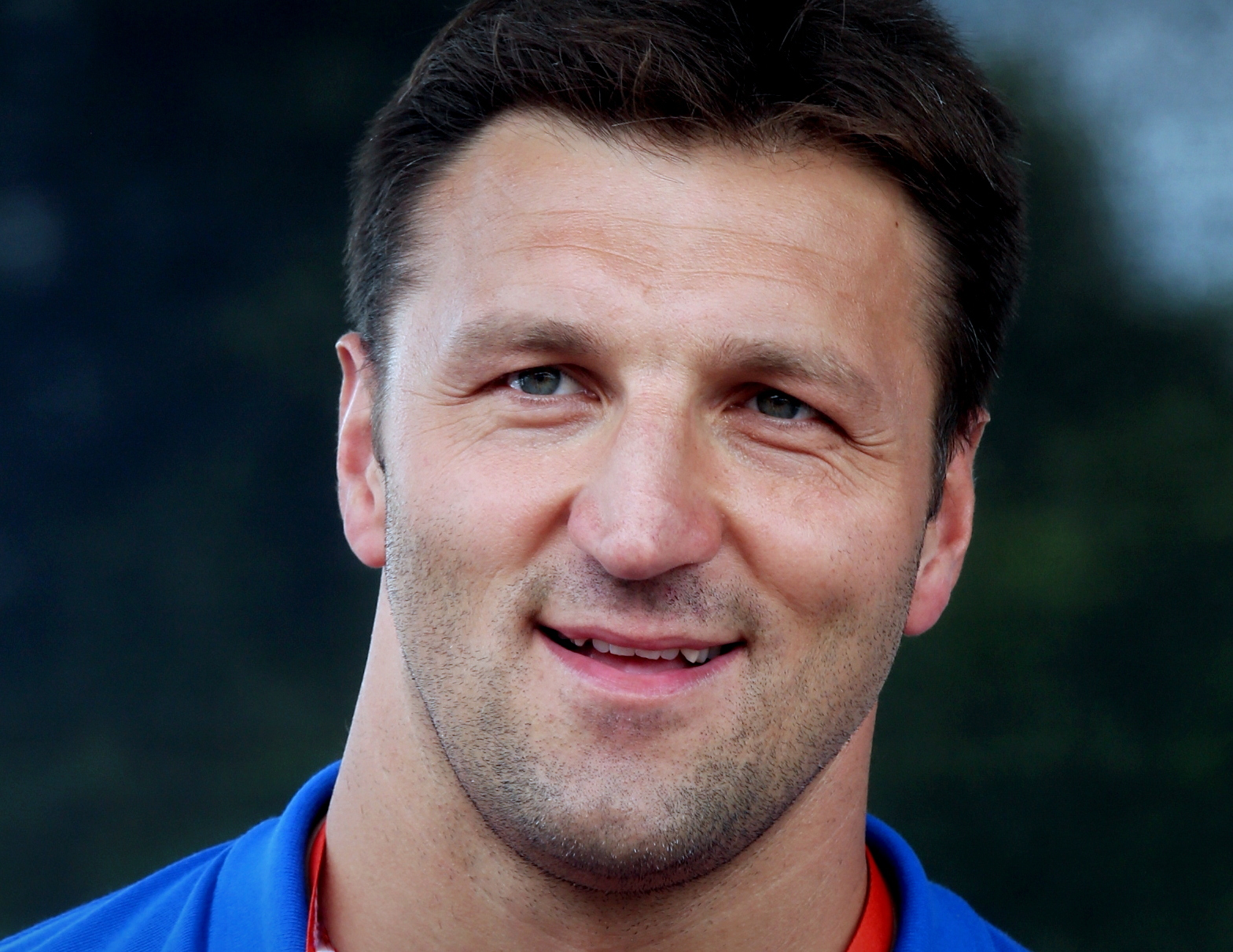
Gergely Kiss

Gergely „Gergő“ Kiss (* 21. September 1977 in Budapest) ist ein ungarischer Wasserballer.
Der Zweimetermann gehört zu der Generation ungarischer Wasserballer, die ab den 1990er Jahren an die großen Erfolge der 1950er Jahre anknüpfen konnte. Seit 1997 ist der Linkshänder als Rechtsaußen Stammspieler der ungarischen Nationalmannschaft. Er wurde 1997 und 1999 Europameister, 1998 wurde er Vizeweltmeister.
Bei den Olympischen Spielen 2000 in Sydney wurde er Olympiasieger, 2001 und 2003 wurde er Dritter bei der Europameisterschaft und gewann 2003 den Weltmeistertitel. In Athen bei den Olympischen Spielen 2004 war seine Leistung spielentscheidend für den Finalsieg über die Mannschaft aus Serbien-Montenegro. Mit einem Hattrick im zweiten Viertel brachte er sein Team heran, im letzten Viertel warf er den Siegtreffer. Zusammen mit Tamás Kásás wurde er ins All-Star-Team der Olympischen Spiele gewählt.
2005 gewann er Silber bei der Weltmeisterschaft. Auch bei der Europameisterschaft 2006 und der Weltmeisterschaft 2007 wurde er mit dem Team Zweiter und erhielt jeweils Silber. Bei der Europameisterschaft 2008 in Málaga (Spanien) erreichte Kiss mit dem ungarischen Nationalteam den 3. Platz. Außerdem wurde er als bester Spieler des Turniers ausgezeichnet. Bei den Olympischen Spielen 2008 gewannen die Ungarn das Finale gegen die Mannschaft aus den Vereinigten Staaten. Für Kiss war es der dritte Olympiasieg in Folge.
Von 1997 bis 2001 spielte er in Italien für Neapel und Bologna, seit 2001 ist er bei BHSE Domino in Budapest, mit diesem Verein wurde er 2002–2006 jedes Jahr Meister in der ungarischen Profiliga.
Kiss ist mit der Wasserballerin Anna Valkai verheiratet und hat zwei Töchter. Neben seiner Profilaufbahn studierte er Jura an der Universität Budapest.